# El Cavallet Presumit

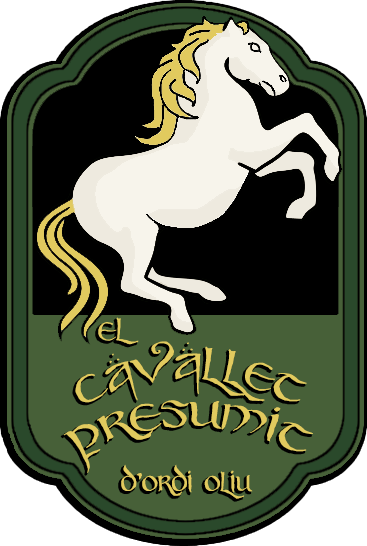
Ensenya de la fonda amb el text «El Cavallet Presumit d'Ordi Oliu», tal com es descriu a El Senyor dels Anells.

El Cavallet Presumit és en l'univers imaginari de J. R. R. Tolkien i en l'obra El Senyor dels Anells, l'hostal i principal refugi dels viatgers que segueixen els camins Nord-Sud com el Camí Verd que enllaçava Góndor i Ròhan amb Àrnor, i la Carretera Est-Oest que connectava Rivendell amb Mithlond, i que creuen tot Eriador.
Se situa al cor del petit llogaret de Bree i el seu amo, a la fi de la Tercera Edat era el popular Ordi Oliu, al que ajudaven els hobbits Bob i Nob. Bree estava habitada per homes i hòbbits, i era la capital del País de Bree, una mena de comarca amb pobles com Combe, Archet i Estandill.

## Descripció
Situada sobre el turó de Bree el seu front mirava al camí principal. Era una casa de tres pisos i dues ales separades per un pati, tenia a més nombroses finestres.
Part de l'hostal havia estat excavat en el turó, tant que en la seva Ala Nord, les finestres del segon pis estaven al ras del sòl. Aquesta Ala havia estat condicionada per a hostes hòbbits, ja que estava tot a la seva mida i fins i tot tenia finestres rodones. L'Ala Sud quedava una mica més elevada, i en un lloc annex a aquesta se situaven les cavalleries i els dipòsits.
Una gran arcada assenyalava la façana de l'hostal, i just sota la part més alta de l'arcada es trobava un cartell, il·luminat per la llum d'un fanal; que tenia un encabritat poni blanc. Traslladada aquesta i ja al pati divisori, a l'esquerra es trobava una gran porta de fusta, sobre alguns graons amples, que assenyalava el principal ingrés; en la seva part superior un cartell indicava «EL CAVALLET PRESUMIT, D'ORDI OLIU».
Al seu interior hi havia un enorme saló comú, amb innombrables fanals penjats de les bigues del sostre i una gran llar per llenya sobre la paret oest de la sala. Oposada a aquesta, un llarg passadís conduïa a l'interior de l'estança; però molt a prop es trobaven els primers dormitoris i una petita saleta reservada per al primer moment de descans dels viatgers, amb una petita llar i taules i cadires.

## Localització en el relat
Allí van arribar Frodo Saquet i els altres hòbbits a la recerca de Gandalf després de la seva terrible experiència amb els Tumularios. Ordi Oliu els va allotjar primer a la saleta de descans perquè es recuperessin del cansament i prenguessin els seus primers menjars; després els va mostrar les cambres que estaven, pel que sembla, més allunyats de la sala, endinsant-se en el passadís, sobre l'Ala Nord.
En el saló comú, Frodo, tement que la borratxera de Merry i Pippin delatés la seva condició de Portador de l'Anell, va pujar a dalt d'una taula i va entonar una cançó, com per distreure l'atenció, amb tan mala sort o per culpa d'una jugada de l'Anell Únic, que va caure d'aquesta, i en la seva caiguda l'Anell se li va lliscar al dit i va desaparèixer enfront de sorpresa dels presents; protagonitzant un escàndol públic que faria parlar en el poblat durant llarg temps. Per aquesta infortunada acció, Frodo va conèixer a Aragorn. Però també alertà als Espectres de l'Anell de què passava a la posada. Nombrosos espies de Zarquino així com Bill Helechal o els sospitosos meridionals s'adonaren d'aquell fet, que a posteriori servirà com a prova final pels Nazgûl per atacar la taverna.
Una carta deixada per Gandalf a Ordi on se'ls indicava als Hòbbits qui era Trancos, va acabar amb la inicial desconfiança cap a aquest personatge. Més tard, la ràpida i decidida acció de Aragorn salvaria a Frodo de l'atac dels Genets Negres, en fer-lo dormir a una altra habitació diferent de l'assignada. L'endemà i quan es preparaven per partir descobriren que els havien robat els ponis amb els quals es movien; però Ordi Oliu els aconseguí a Bill, el poni de Bill Helechal, qui acompanyaria a la Companyia en gran part de les seves gestes.
Poc temps després, i després de la partida d'Aragorn i els quatre hòbbits, el Mag Gris va arribar al Cavallet Presumit i en assabentar-se de com havien resultat els esdeveniments se'n va alegrar tant que els Istari beneïren la cervesa dels Oliu amb set anys d'excepcional collita.
Després de la gesta del Portador de l'Anell, Gandalf i els hòbbits tornaren a la taverna El Cavallet Presumit, on no només recuperaren els quatre ponis robats, sinó també a Bill que havia tornat pels seus propis mitjans a Bree, per a gran alegria de Sam Gamyi. Després d'un curt lapse de temps els hòbbits s'acomiadaren de Gandalf i d'Ordi Oliu, per retornar a la Comarca.

## Rerefons
Mentre estudiava a Oxford, Tolkien vivia a Northmoor Road el 1939/1940, i va revisar alguns passatges del "Capítol IX. SOTA L'ENSENYA D'«EL CAVALLET PRESUMIT»" per la seva història "El senyor dels anells". Es diu que algunes inspiracions les va aconseguir del seu entorn de vida, cosa que s'ha pogut anar trobant en resseguir els seus recorreguts habituals i en particular investigant els paral·lelismes amb l'aparença de la ciutat de Bree. La descripció del "cavallet presuit" per exemple, és similar a l'hostal "The Bell Inn" de Moreton-in-Marsh a Gloucestershire. També hi ha d'altres detalls del relat comparables amb els d'aquesta localització.

### Comparació dels hostals

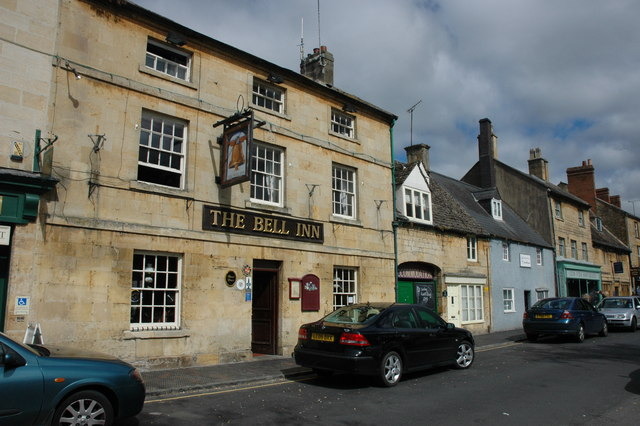
The Bell Inn, Moreton-in-Marsh

Els dos edificis tenen una construcció de tres plantes; Els hobbits van trobar estranya aquesta mida i construcció inusual del "Cavallet Presumit", i tanmateix va provocar una gran impressió amb el seu frontal situat a la carretera i les dues ales integrades als vessants de la muntanya.
Per la seva banda l'hostal "Bell Inn" és també un edifici de pedra de tres plantes, moltes finestres i un gran arc que dona al pati entre les ales i amb antigues cavallerisses. L'antiga entrada, de la mateixa manera que el "Cavallet Presumit", portava des d'allà a l'edifici, ha estat desbandada i substituïda per una entrada a Fosse Way.

### Comparació de localitats
Bree es descriu com un indret situat d'una banda a la Breeberg i d'altra banda estava protegit a la part oberta per una tanca alta i un fossat amb dues portes d'entrada. A més a més, hi havia més d'un centenar de cases de pedra del petit poble que estaven habitades per gent. Els hòbbits locals vivien en coves als vessants de la Breeberg.
Les cases de la ciutat de Moreton-in-Marsh també són predominantment edificis de pedra. També hi ha portes i una torre amb la qual es podia vigilar el toc de queda nocturn en tancar les portes. A Bree, aquesta torre és substituïda per la casa del porter. Bree es trobava en una antiga cruïlla de camins i directament a l'antiga via principal de l'Oststrasse, que sortia just fora de la muralla.
Moreton-in-Marsh també es troba en un lloc important estratègicament, l'antiga via romana (Fosse Way), que també ve del nord-est i condueix al sud-oest. A Moreton-in-Marsh es troba amb l'antiga carretera que va del nord al sud, és a dir, d'Oxford a Worcester.
El "Cavallet Presumit" era un punt de trobada per a tots els viatgers grans i petits de les antigues zones de Minhiriath, Cardolan, Rhudaur, Arthedain (amb Eriador i el Shire), és a dir, tota la zona de captació de les antigues regions i llocs del Regne d'Arnor, en el món de Tolkien. El propietari va venir de la família Buttercup durant generacions i el seu nom va ser Gerstenmann.
Moreton-in-Marsh també es troba en una zona on es reuneixen quatre districtes administratius: Gloucestershire, Oxfordshire, Worcestershire i Warwickshire.

### Comparació de l'entorn
A més, hi ha altres paral·lelismes en les descripcions i dibuixos de Tolkien dels voltants de Bree i les circumstàncies reals al voltant de Moreton-in-Marsh, com ara la "Three-Farthing Stone", la Barrow Downs (altures per a sepulcres) o les Torres Blanques a les muntanyes de la torre, a Shire i a les veritables "Stone Shire Stone", les "Rollright Stones" i la "Broadway Tower".